# دهستان قزوینه
دهستان قزوینه نام دهستانی در بخش مرکزی شهرستان کنگاور، استان کرمانشاه در ایران است. براساس سرشماری مرکز آمار ایران در سال ۱۳۸۵، جمعیت آن ۲۵۰۰ نفر (۵۸۶ خانوار) بوده‌است.